# فیل جنگلی آفریقایی
فیل جنگلی آفریقایی (نام علمی: Loxodonta cyclotis) نام یک گونه از سرده فیل آفریقایی است.یک گونه از جانوران جنگلی از خانواده فیل ها می باشد که در حوزه رود کنگو یافت می شود.این گونه کوچکترین و کمیاب ترین گونه از تمامی گونه های فیل موجود در دنیا می باشد.